# V晶片
V晶片（V-chip）是指使用在加拿大、巴西和美國地區電視機接受器的一種技術，可依據節目內容分級來阻擋特定節目的播放。這項技術是為了讓家長能管理孩童觀看的電視節目內容而設計。自1999年起規定，在美國市場銷售的所有電視機必須於2000年1月開始支援V晶片技術。利用此方式來阻擋電視節目的構想在1994年由布萊特·威斯特（Brett West）和約翰·P·葛登納（John P. Gardner）取得專利，並在加拿大進行測試。自此之後業者開始生產許多使用V晶片技術的裝置。
V晶片技術的運作方式與隱藏字幕十分相似，皆是利用電視訊號的垂直空白間隙傳送。此系統會接受在播送訊號中的特殊代碼，代碼中包含該節目的分數資訊，此分數是利用簡單的數字系統針對節目中的暴力、性和粗俗言語內容進行分級。節目的訊號會依據分級編碼，並使用擴展數據服務（XDS）協定在訊號垂直空白間隙的第21條中傳送，由電視機的V晶片負責偵測。如果節目的分級超過該台電視設定的可接受等級，節目便會被阻擋而無法播映。由於廣告、新聞和體育節目沒有分級，因此V晶片不會阻擋這些節目的播出。
為了避免較年長的孩童自行變更設定，V晶片內設有一組4位數的密碼。然而電視機的操作手冊上皆有記載重設此一密碼為「0000」的方式（此為V晶片內建的功能，可在家長忘記所設定之密碼時提供重置選項）。
「V晶片」一詞據信是由麻塞諸塞州議員艾德·馬基創造。根據馬基個人表示，「V」是指「暴力」（violence）。然而，在一段訪問中，宣稱自己發明了此一裝置的人物表示，「V」所代表是的「觀眾控制」（viewer control）。其他傳播業界人士將V晶片的發明歸功於時任美國電影協會主席的傑克·瓦倫提（Jack Valenti），而V字母則經常被誤認為代表瓦倫提姓氏的第一個字母。

## 歷史
「家庭觀賞時段」（Family Viewing Hour）政策於1975年在美國實施，在該時段內電視台僅能播出適合所有年齡觀眾的節目。但由於電視台認為這項政策侵犯了他們受憲法第一修正案保障的言論自由權利，家庭觀賞時段很快地宣告終結。V晶片的發明者最初是為了讓想要控制孩童觀看節目的家長能有一個簡單的工具。他並未預期此一裝置在日後會成為所有電視必須配備的全國標準。

## 分級
美國國會在1996年決議電視業界應建立一套自願性的節目內容分級系統，稱為「電視家長指引」（TV Parental Guidelines）。在全美廣播事業者聯盟（NAB）、國家有線電視和通訊協會（NCTA），以及美國電影協會（MPAA）主導下，加上由聯邦通訊委員會自權益倡導社群中選出的五名成員，以及來自電視產業的代表等24人，共同參與了電視分級系統的建置。分級標示會在每個節目開始時於畫面的左上角顯示，許多電視台也會在每個廣告時段結束後顯示節目分級。此一系統包括了TV-Y、TV-Y7、TV-G、TV-PG、TV-14和TV-MA共六種分級。
TV-Y包含了適合所有年齡的兒童觀看的節目。TV-Y7節目則適合較年長的兒童觀看，特別是7歲以上的兒童。TV-G包含了適合所有年齡層收看的節目，這些節目中不包含或僅有少數暴力、強烈語言和性關聯內容。TV-PG分級的節目中可能包含家長認為不適當的內容，包括中等程度的暴力、部分性關聯的場面，或粗俗語言內容。TV-14節目需要家長特別留意其中不適合低於14歲以下兒童的內容。最後，TV-MA節目是特別為了17以上的成年觀眾而製作。

## 發明和專利

### 發明
提姆·柯林斯宣稱他在西門菲莎大學擔任工程學教授期間發明了V晶片技術；然而他並未取得此一技術的專利。

### 專利
透過此一方式阻擋節目播放的構想在1994年由布萊特·威斯特（Brett West）和約翰·P·葛登納（John P. Gardner）取得專利，並在加拿大進行測試。這項專利的編號為5,550,575。其他另有兩人也註冊了與V晶片技術相似或相同的專利：分別是歐馬哈家長協會的約翰·奧利沃（John Olivo），以及空軍軍官卡爾·伊蘭（Carl Elam）。柯林斯、奧利沃和伊蘭皆宣稱自己發明了這項科技。
雖然V晶片的專利的註冊人有爭議，加拿大渥太華的「Wi-LAN」公司是目前專利的持有者。

## 資料來源
1. ↑  . 聯邦通訊委員會. 1999-06-09  [2010-06-23]. （原始内容存档于2009-05-08）. The rules adopted by the Commission require that, as of July 1, 1999, half of all new televisions with screens of 13" or greater be equipped with a V-Chip and that all such televisions be equipped with this technology as of January 1, 2000.
2. 1 2 3  Teresa Riordan. . 紐約時報. 1996-10-29  [2010-06-23]. （原始内容 (News)存档于2018-09-20）.
3. ↑  Montgomery, Kathryn C. Generation Digital:politics, commerce, and childhood in the age of the internet. (2007) The Massachusetts Institute of Technology Press.
4. 1 2  Mifflin, Lawrie. . New York Times. 1998-03-12  [2008-10-11]. （原始内容存档于2008-05-19）.
5. ↑  Lavers, Daphne. . deltablue.ca. Delta Blue Communications. September 2001  [2007-11-29]. []
6. ↑  .   [2010-06-23]. （原始内容存档于2009-10-03）.
7. 1 2 3 4  .   [2016-01-08]. （原始内容存档于2009-05-15）.
8. ↑  .   [2016-01-08]. （原始内容存档于2009-02-05）.

## 外部連結
- 聯邦通訊委員會的V晶片資訊 （页面存档备份，存于）
- V-Chip Canada（页面存档备份，存于）
- 電視家長指引 （页面存档备份，存于）